# Казухико Чиба
Казухико Чиба (јап. 千葉 和彦; 21. јун 1985) јапански је фудбалер.

## Каријера
Током каријере играо је за Албирекс Нигата, Санфрече Хирошима, Нагоја Грампус и многе друге клубове.

## Репрезентација
За репрезентацију Јапана дебитовао је 2013. године.

## Статистика
| Јапан  | Јапан | Јапан |
| Год.   | Ута.  | Гол.  |
| ------ | ----- | ----- |
| 2013   | 1     | 0     |
| Укупно | 1     | 0     |